# Okręg Dymbowica
Dymbowica (rum. Dâmbovița, dawniej Dîmbovița) – okręg w środkowej Rumunii (Wołoszczyzna), ze stolicą w mieście Târgoviște. Okręg ma powierzchnię 4054 km² i w 2011 r. liczył 518 745 mieszkańców, gęstość zaludnienia wynosiła 128 os./km².

## Struktura narodowościowa
Według spisu ludności z roku 2011 okręg Dymbowica zamieszkiwały następujące narodowości:
- Rumuni - 90,6%
- Romowie - 5,3%
- Bułgarzy - 0,306%
- Serbowie - 0,090%
- Węgrzy - 0,030%
- Turcy - 0,012%
- Włosi - 0,010%
- Niemcy - 0,008%
- Grecy - 0,006%
- Rosjanie - 0,004%

## Miasta
- Fieni
- Găești
- Moreni
- Pucioasa
- Răcari
- Târgoviște
- Titu

## Gminy
- Aninoasa
- Băleni
- Bărbulețu
- Bezdead
- Bilciurești
- Brănești
- Braniștea
- Brezoaele
- Buciumeni
- Bucșani
- Butimanu
- Cândești
- Ciocănești
- Cobia
- Cojasca
- Comișani
- Conțești
- Corbii Mari
- Cornățelu
- Cornești
- Costeștii din Vale
- Crângurile
- Crevedia
- Dărmănești
- Dobra
- Doicești
- Dragodana
- Dragomirești
- Finta
- Glodeni
- Gura Foii
- Gura Ocniței
- Gura Șuții
- Hulubești
- I. L. Caragiale
- Iedera
- Lucieni
- Ludești
- Lungulețu
- Malu cu Flori
- Mănești
- Mătăsaru
- Mogoșani
- Moroeni
- Morteni
- Moțăieni
- Niculești
- Nucet
- Ocnița
- Odobești
- Perșinari
- Petrești
- Pietrari
- Pietroșița
- Poiana
- Potlogi
- Produlești
- Pucheni
- Raciu
- Răscăeți
- Răzvad
- Râu Alb
- Runcu
- Sălcioara
- Șelaru
- Slobozia Moară
- Șotânga
- Tărtășești
- Tătărani
- Uliești
- Ulmi
- Văcărești
- Valea Lungă
- Valea Mare
- Văleni-Dâmbovița
- Vârfuri
- Vișina
- Vișinești
- Vlădeni
- Voinești
- Vulcana-Băi
- Vulcana-Pandele